# بور (ناحیه تاخوف)
بور (به چکی: Bor) یک منطقهٔ مسکونی و شهرستان دارای شهرک سابقاً روستا در جمهوری چک است که در ناحیه تاخوو واقع شده‌است. بور ۴٬۳۳۴ نفر جمعیت دارد.